# ترقيط (فن)

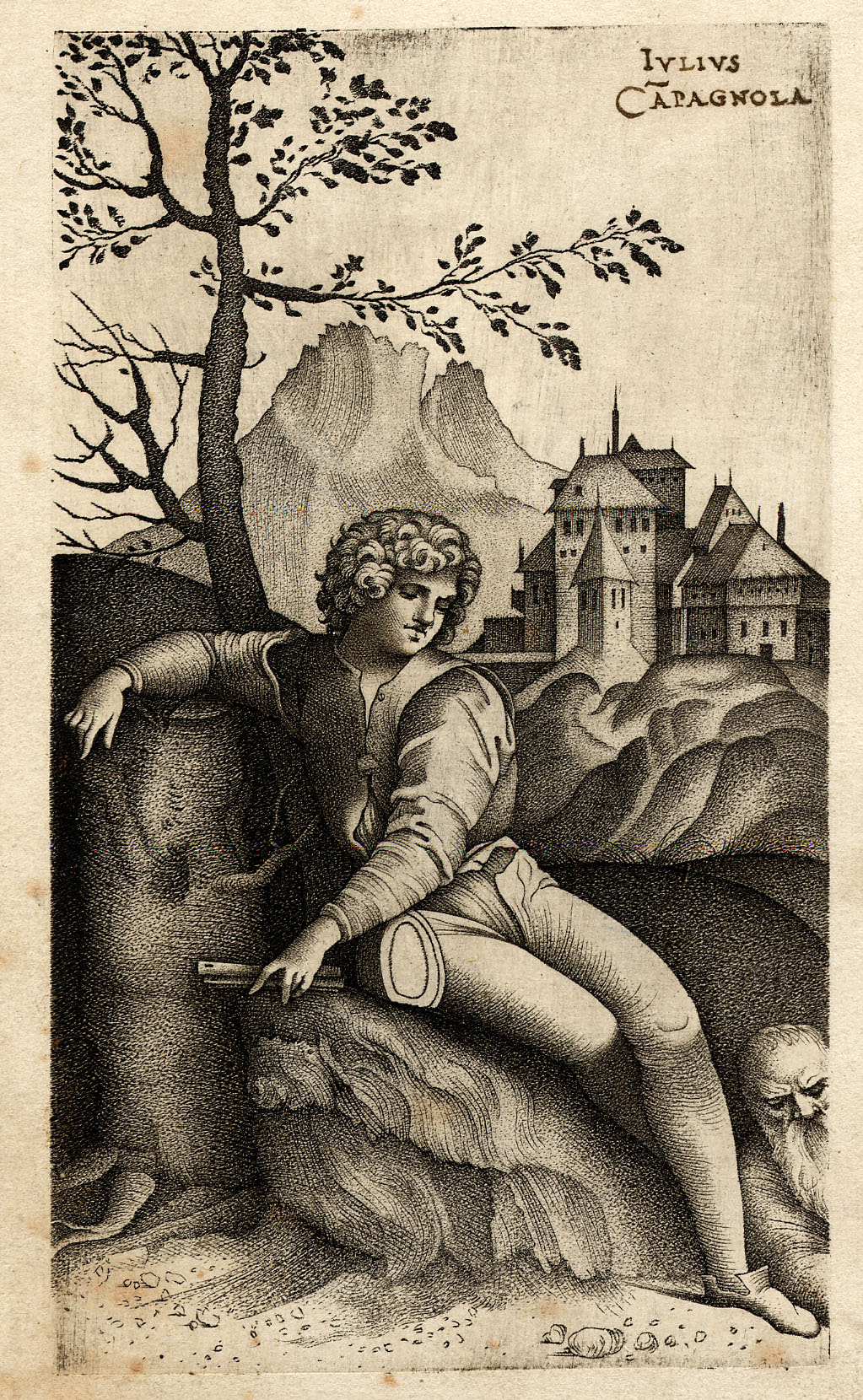
الراعي الشابّ ، نقش بالنقط من عمل جُليو كَمْبَنيُلا، نحوَ 1510

الترقيط أو الرسم بالنقط أو الرسم بالرقط هو استخدام النقط لإنشاء صور. استخدام النقط الصغيرة يسمح للرسام بمحاكاة اختلاف درجات الضوء والظل وإسقاطه من الواقع على لوحته. قد يحدث مثل هذا النمط في الطبيعة وكثيراً ما يحاكي الفنانون هذه التأثيرات.
في الرسم أو الفنون التشكيلية، تحمل النقط صبغة ذات لون واحد، تُرسمُ بقلم أو فرشاة. كلما كانت النقط أكثر كثافة، كان الظل الظاهر أغمق، وكلما كانت أقل كثافةً كان الظل أفتح. هذا مشابه ولكنه مغايرٌ للتنقيطية، الذي يستخدم نقاطًا ذات ألوان مختلفة لمحاكاة الألوان الممزوجة.

## التسمية
الترقيط هو مصدر يرقّط وهو أحد مقابلات الفعل stipple. أما الرُّقْطَةُ : لونٌ مُؤَلَّفٌ من بياضٍ وسوادٍ، أو من حُمْرةٍ وصُفرةٍ وغيرهما.